# Chiesa di Santa Maria in Gerusalemme (Colonia)
La Chiesa di Santa Maria in Gerusalemme (in tedesco Kirche St. Maria in Jericho o Jericho-Kirche) è una storica chiesa situata a Colonia, in Germania, che rappresenta una delle più antiche testimonianze architettoniche della città. La chiesa, fondata nel medioevo, ha una storia ricca che riflette l'evoluzione religiosa, culturale e architettonica di Colonia, una delle città più significative del Sacro Romano Impero e, successivamente, della Germania moderna.

## Storia e Fondazione
La Chiesa di Santa Maria in Gerusalemme fu costruita all'inizio del XII secolo, in un periodo in cui  Colonia stava vivendo un periodo di grande sviluppo grazie alla sua posizione strategica lungo il fiume Reno e alla sua importanza come centro commerciale e religioso. La chiesa fu fondata da un gruppo di monaci benedettini o, secondo altre fonti, da una comunità di monaci agostiniani, che avevano stabilito il loro convento a Colonia 
Il nome della chiesa, Santa Maria in Gerusalemme, evoca una connessione con la Terra Santa, in particolare con la città di Gerusalemme, e la chiesa fu concepita come un luogo di culto che rifletteva la sacralità e il mistero delle terre bibliche. La struttura venne progettata con l'intento di offrire uno spazio di raccoglimento e preghiera per i pellegrini, che si recavano a Colonia per adorare le reliquie del Santo Volto (vero volto di Cristo), uno degli oggetti di devozione più significativi dell'epoca.

## Architettura
La Chiesa di Santa Maria in Gerusalemme è un esempio di architettura romanica, con influenze gotiche che sono emerse durante le successive fasi di ampliamento e ristrutturazione. L'edificio originario presentava una pianta a croce latina, che prevedeva una navata centrale con due navate laterali e un transetto che divideva la chiesa in tre sezioni. La navata principale era caratterizzata da una volta a botte, mentre la zona del presbiterio era arricchita da absidi semicircolari che ospitavano altari e statue di santi.
Una delle caratteristiche più distintive della chiesa è la sua facciata, che mostra una serie di elementi romanici tipici, come archi a tutto sesto, rosoni e decorazioni scultoree raffiguranti scene bibliche. Nel corso dei secoli, la chiesa subì diverse ristrutturazioni, che ne modificarono l’aspetto, soprattutto con l'aggiunta di elementi gotici nel XIV secolo.
Nel corso del tempo, la chiesa divenne anche un importante centro culturale, non solo religioso, per la città di Colonia. La presenza di una scuola monastica all'interno della struttura contribuì a far crescere il prestigio del complesso, che divenne noto anche per il suo impegno nelle attività intellettuali.

## Rinnovamenti e Danno Durante la Seconda Guerra Mondiale
Durante la Seconda Guerra Mondiale, la Chiesa di Santa Maria in Gerusalemme subì danni significativi a causa dei bombardamenti che colpirono Colonia tra il 1942 e il 1945. Gran parte dell'edificio venne distrutto, ma la chiesa fu ricostruita nel dopoguerra grazie agli sforzi della comunità locale e delle autorità ecclesiastiche. Sebbene il restauro abbia preservato molti degli elementi architettonici originali, alcune delle decorazioni e delle opere d'arte furono perse per sempre.
Nel periodo post-bellico, la chiesa ha continuato a servire come punto di riferimento spirituale e culturale per la comunità cristiana di Colonia. Durante gli anni '70, la chiesa fu oggetto di un importante restauro che ha restituito alla struttura la sua bellezza originale, sebbene alcune modifiche siano state apportate per adattarla alle esigenze moderne.

## Importanza Religiosa e Culturale
La Chiesa di Santa Maria in Gerusalemme ha svolto un ruolo importante nella storia religiosa di Colonia e della Germania. Oltre alla sua funzione di luogo di culto, la chiesa è stata anche un importante punto di riferimento per i pellegrini, che giungevano a Colonia per vedere il Santo Volto, una delle reliquie più venerate. Il culto delle reliquie ha sempre rappresentato un aspetto fondamentale della spiritualità medievale, e Colonia, con la sua grande cattedrale e chiese come Santa Maria in Gerusalemme, è stata un centro di grande devozione.
La chiesa è anche nota per la sua storia ecumenica. Nei secoli successivi, la chiesa ha ospitato diverse cerimonie ecumeniche e ha svolto un ruolo importante nel favorire il dialogo tra le diverse denominazioni cristiane. Questo aspetto della sua storia è particolarmente significativo in un periodo in cui il cristianesimo europeo era caratterizzato da tensioni tra le varie confessioni religiose.

## La Chiesa Oggi
Oggi, la Chiesa di Santa Maria in Gerusalemme è uno dei principali luoghi di culto della città di Colonia, dove vengono celebrate messe, matrimoni e altre cerimonie religiose. La sua posizione vicino al centro della città la rende un importante punto di riferimento per i residenti e i visitatori, sia per motivi religiosi che storici.
La chiesa è anche un importante sito turistico, grazie alla sua lunga storia e al suo valore architettonico. Ogni anno, molti visitatori si recano a Colonia per ammirare la chiesa e le sue caratteristiche, tra cui le  vetrate colorate e le statue religiose che decorano l'interno.
Inoltre, la chiesa ospita numerosi eventi culturali, tra cui concerti di musica sacra e mostre d'arte. La sua presenza nel cuore di Colonia continua a essere una testimonianza della ricca storia religiosa della città e del suo impegno a mantenere viva la memoria del passato, mentre guarda al futuro.